# Lori Lorenzen

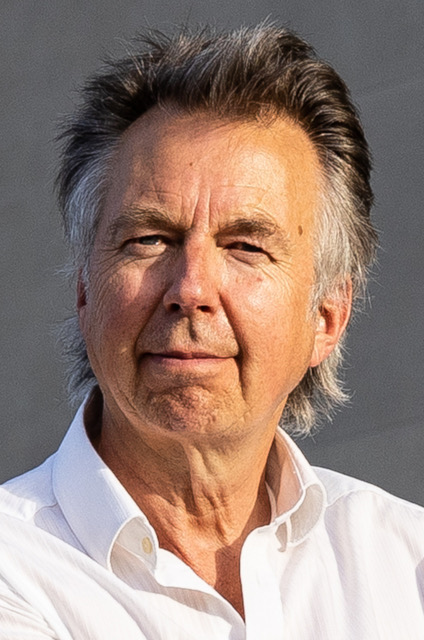
Lori Lorenzen 2022

Lori Lorenzen (* 1955 in Stuttgart) ist ein deutscher Musiker (Gitarre, Komposition) und Tontechniker.

## Leben und Wirken
Lori Lorenzen erhielt als 11-jähriger Gitarrenunterricht, lernte parallel dazu auch Schlagzeug und Flöte. Erste Banderfahrungen folgten mit der Hoity-Toity-Blues-Company, mit der er im Alter von 17 Jahren im WDR Regionalfernsehen vorgestellt wurde.
1974 begann Lorenzen mit dem Musik-Pädagogik – Studium an der Pädagogischen Hochschule Rheinland mit Schwerpunkt „Gitarre“ bei Monika Burzik, 1980 erhielt er Jazzgitarrenunterricht bei Eddy Marron an der Musikhochschule Köln, heute Hochschule für Musik und Tanz Köln und absolvierte Flamenco-Kurse in Deutschland und Spanien bei Paco Pena, Jorge el Pisao und Rubén Campos.
1983 spielte Lorenzen erste LP-Studioaufnahmen mit dem Gitarrenduo „Alvorada“ (mit dem Gitarristen Ottmar Nagel und u. a. mit Peter Eisheuer und Bert Thompson) ein, denen in den kommenden Jahren weitere Veröffentlichungen von zwei Langspielplatten und drei CDs, Porträts in den regionalen Hörfunksendern der ARD und europaweite Tourneen mit dem Duo folgten.
Im Frühjahr 1988 gründete Lorenzen in München das FLUXX-Tonstudio, um dort nicht nur eigene, sondern auch Aufnahmen anderer Musiker zu produzieren. Im Laufe der Jahre entstanden dort CDs u. a. mit Charlie Mariano, David Friedman, Paul Motion, Hank Roberts, und Wolfgang Haffner durch die Zusammenarbeit mit dem Label Winter & Winter mit zwei Grammy-Nominierungen, Filmmusikaufnahmen für Filme von u. a. Jo Baier, Marco Kreuzpaintner, Christoph Stark, Ulrich Stark, Sprachaufnahmen mit Harald Dietl, Solveig Duda, Hans Magnus Enzensberger, Reinhard Glemnitz.
2008 formierte Lorenzen das Flamenco-Jazz Projekt „Corazón – Quartett“ mit Flamenco-orientierten Kompositionen der Quartett-Mitglieder (Wolfgang Wallner – Gitarre, Peter Cudek – Kontrabass und Roman Seehon – Percussion). Nach Veröffentlichung der ersten CD „Wasser, Licht und Zeit“ entstanden weitere CDs mit verschiedenen Musikern als Gäste (u. a. Carmen Linares, Hermine Deurloo, Roger Jannotta, Hugo Siegmeth).
Lorenzen komponierte die Musik für Werbung u. a. von Casio, OMV, Ratiopharm, Thyssen-Krupp, Uni Credit und schreibt Musik für Hörbücher der Verlage NordSüd, Bilibri und Dorling Kindersley.

## Diskografie

### Alben
- 1982: Alvorada – Cap Ferret (mit Ottmar Nagel – Gitarre)
- 1984: Alvorada – Alvorada
- 1986: Alvorada – Sol y Sombra
- 1987: Alvorada – Contemporary Instrumental Music Vol.3
- 1996: Many Moons – Look for the High Life
- 1998: Alvorada – 1981 bis 1998
- 2000: A Pair of Blues – Cardhouse Blues
- 2002: Alvorada – Contemporary Instrumental Music Vol.4, Regina Lindinger – Jahreszeiten
- 2003: Alexandra Fischer – The Gardens of the Summer
- 2004: Regina Lindinger – Dongora, Jennifer Cull & Markus Frings – The Play of Today
- 2005: Sebastian Höss Sextet – Wonder
- 2006: Thorsten Riemann – Endlos Leben
- 2007: Christin März – Smoky Colors
- 2008: Corazón-Quartett – Wasser, Licht und Zeit
- 2009: Many Moons – Remember your Dreams, Philipp Riedel – Herzspiegel
- 2014: Günter „Preets“ Hermeler – Full Flavour
- 2015: Carolin Gläser – Fernzug
- 2017: Alvorada – Airola
- 2019: Corazón-Quartett – Levante
- 2020: Tango Sur – Zwischen Himmel und Hölle (mit David Tobias Schneider), Thomas Graf – Back Home, Veronika Faber – Dito
- 2021: Thomas Graf – Runaway Dream, Thomas Graf – Wild Floods
- 2022: Corazón-Quartett – Luna

## Auszeichnungen
1985 war Lorenzen Preisträger des WDR-Wettbewerbs „Stadtmusik“.